# Istočnoiberski jezici
Istočnoiberski jezici, jedna od 3 glavne skupine iberoromanskih jezika koja obuhvaća tek jedan jezik (katalonski) kojim se služe Katalonci sjeveroistočne Španjolske, Andore, Baleara, južne Francuske i sjeverozapadne obale Sardinije. Populacija im iznosi preko 6,600,000 u posljednjem desetljeću 20. stoljeća; 11,200,000 u Španjolskoj (2006).

## Vanjske poveznice
- Ethnologue (14th)